# Třída King George V (1939)
Třída King George V byla třída bitevních lodí Royal Navy, jež vstoupily do služby v letech 1940–1942 a účastnily se bojů druhé světové války. Celou třídu tvořilo celkem pět plavidel: HMS King George V, HMS Prince of Wales, HMS Duke of York, HMS Anson a HMS Howe.

## Vývoj a konstrukce
Lodě této třídy byly stavěny jako náhrada za prvoválečné bitevní lodě třídy Queen Elizabeth a třídy Revenge. Projekční práce na nich začaly v letech 1934–1935, přičemž při jejich konstrukci byla brána v potaz omezení, ke kterým se Spojené království zavázalo na Washingtonské konferenci (výtlak do 35 000 t).
Pro výzbroj byla zvolena děla ráže 356 mm, kterých mělo být celkem 12 ve třech čtyřdělových věžích. Nakonec však byla jedna z věží změněna na dvoudělovou a ušetřená hmotnost byla využita pro lepší pancéřování. Ty doplňovalo 16 kusů dvouúčelových 133mm kanónů ve dvouhlavňových věžích.
Protiletadlovou výzbroj tvořily nejprve jen čtyři osmihlavňové Pom-pomy a čtyři raketomety UP (odstraněné v roce 1941). Postupně byla protiletadlová výzbroj zesilována (především před nasazením lodí v Pacifiku). Prince of Wales nesl v době svého potopení 49× 40 mm a 7× 20 mm. King George V tak na konci války nesl lehkou výzbroj 74× 40 mm a 36× 20 mm. Na lodě také byly postupně montovány moderní radary.
Pancéřový pás kryl značnou plochu boku lodě a měl sílu až 381 mm v místech muničních skladišť a 356 mm v místech pohonných jednotek. Strojovny kryla pancéřová paluba o síle 127 mm a skladiště munice pancéřová paluba o síle 152 mm.

## Operační služba
Nově dokončený Prince of Wales se společně s bitevním křižníkem HMS Hood střetl s německým bojovým svazem tvořeným bitevní lodí Bismarck a těžkým křižníkem Prinz Eugenem v bitvě v Dánském průlivu. Prince of Wales byl v bitvě poškozen, Hood byl potopen. V Asii vytvořil s bitevním křižníkem HMS Repulse Svaz Z, který byl u malajského Kuantanu zničen japonskými letadly. Ostatní lodě válku přečkaly, ale brzy po ní byly převedeny do rezervy (dvě v roce 1949 a dvě v roce 1951). V roce 1957 byly všechny čtyři prodány do šrotu.